# Zülpichgouw
De Zülpichgouw (Duits: Zülpichgau) was een middeleeuws gouwgraafschap met Zülpich en zijn Karolingische koninklijk hof als centrum. De Zülpichgouw behoorde tot het kerngebied van de Ezzonen.
Met het uitsterven van het geslacht der Ezzonen in het midden van de 11e eeuw werd de, in andere gouwen gebruikelijke transformatie naar een erfelijk gouwgraafschap in de Zülpichgouw afgebroken. Het gebied raakte tussen twee vuren; aan de ene kant maakten de graven van Gulik, aan de andere kant de aartsbisschop van Keulen aanspraak op het gebied. Beide hadden de doelstelling om de suprematie over het dal van de Erft te krijgen. Vanaf het einde van de 12e eeuw boekte de aartsbisschop van Keulen in deze strijd de overwinning. In 1379 kwamen Zülpich en omgeving definitief in kerkelijk bezit. In de 14e en 15e eeuw werd de Keur-Keulse burcht gesticht. Van hieruit zou de regio voortaan worden geregeerd.

## Graven in de Zülpichgouw uit het geslacht der Ezzonen
- Erenfried II, 942-966 in de bronnen terug te vinden, gestorven voor 970, 942 graaf in de Zülpichgouw, graaf in de Bonngouw, 950 graaf van de Ruhrgouw/Keldachgouw, 946-959, graaf in het graafschap Hoei (Ezzonen)
- Hermann Pusillus, gestorven 996, 972, 992, 993 graaf in de Bonngouw, 978, 978 Graaf in de Eifelgouw, in 976 graaf in Gerresheim, 981 graaf in Zülpichgouw, rond 985/989 Paltsgraaf van (neder)-Lotharingen, 996 graaf in de Auelgouw, zoon Erenfried II (Ezzonen)
- Hezzelin (Herman), gestorven 20 november 1033, graaf van Zülpichgouw, gouverneur van Kornelimünster, zoon van Herman (Ezzonen)
- Hermann II, gestorven 1085, Paltsgraaf van Lotharingen, graaf van Zülpichgouw, Ruhrgouw en Brabant, kleinzoon van Hezzelin